# Горн (Фрисландія)
Горн (нід. Hoorn) — село в нідерландській провінції Фрисландія. Входить до муніципалітету Терсхеллінг, розташоване у центральній частині однойменного острова. Його населення станом на 2017 рік складало 465 осіб.